# Grijzegrubben
Grijzegrubben est un hameau situé dans la commune néerlandaise de Beekdaelen, dans la province du Limbourg. Le hameau compte 185 habitants.

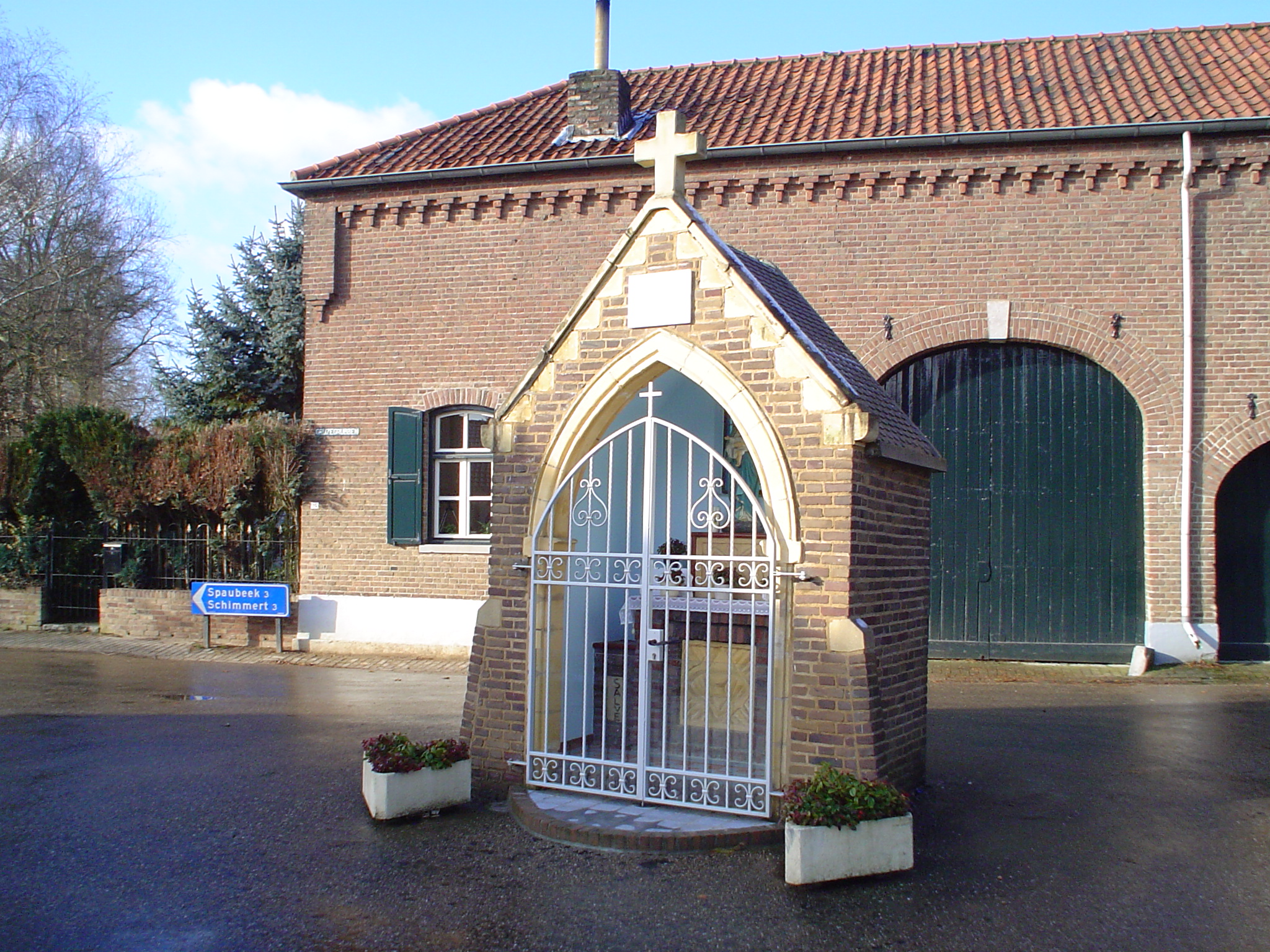
La chapelle de Grijzegrubben, construite en 1945